# Lepthercus dregei
Lepthercus dregei is een spinnensoort in de taxonomische indeling van de Entypesidae.Correctie bron
Lepthercus dregei werd in 1902 beschreven door Purcell.